# 天皇宮
天皇宮位於台灣台北市中山區民權東路，為主祀玉皇上帝之道教廟宇。該廟宇興建於1981年，為位於牛埔的仿古建築。另外，該廟宇的組織型態為管理人制，祭典日期則是每年農曆之正月初九。